# Siegfried Buschschlüter
Siegfried Buschschlüter (* 1942) ist ein deutscher Hörfunkjournalist.

## Leben
Buschschlüter studierte von 1962 bis 1966 am Auslands- und Dolmetscherinstitut der Johannes Gutenberg-Universität Mainz in Germersheim (seit September 2010 „Fachbereich Translations-, Sprach- und Kulturwissenschaft“) und schloss als Diplom-Dolmetscher in den Sprachen Englisch und Spanisch ab.
Von 1967 bis 1974 arbeitete er als Redakteur im deutschsprachigen Dienst der BBC in London und anschließend als Redakteur und Moderator für den Hessischen Rundfunk in Frankfurt am Main. Von 1975 bis 1982 berichtete er außerdem für die BBC und die britischen Zeitungen The Guardian, The Observer und The Economist aus Frankfurt. 1982 ging er als ARD-Korrespondent für die Iberische Halbinsel nach Madrid.
1988 wurde er zum Hörfunkdirektor von RIAS Berlin berufen und 1994 – nach der Zusammenlegung von RIAS, DS Kultur und Deutschlandfunk – zum Nordamerikakorrespondenten des Deutschlandradios in Washington, D.C.
Am 3. August 2007 beendete er diese Tätigkeit nach 13 Jahren und verabschiedete sich in den Ruhestand. Seitdem lebt er in seiner neuen Wahlheimat Spanien.
Er ist Autor und Mitautor von acht Ausgaben der täglichen Sendung Hintergrund im DLF und weiterer Beiträge.